# Roland Siai-Siai
Roland Joe Siai-Siai (* 13. Januar 1957) ist ein ehemaliger nigerianischer Leichtathlet, der sich auf den Sprint spezialisiert hat. 1978 gewann er zwei Medaillen bei den Afrikaspielen in Algier.

## Sportliche Laufbahn
Roland Siai-Siai einzige bekannte Teilnahme an einer internationalen Meisterschaft, war bei den Afrikaspielen 1978 in Algier, bei denen er in 20,98 s die Bronzemedaille im 200-Meter-Lauf hinter dem Sudanesen Hassan el-Kashief und Patrice Ouré aus der Elfenbeinküste gewann. Zudem gewann er dort mit der nigerianischen 4-mal-100-Meter-Staffel in 39,39 s gemeinsam mit Peter Okodogbe, James Olakunle und Kolawode Abdulai die Silbermedaille hinter dem ghanaischen Team.
1981 wurde Siai-Siai nigerianischer Meister im 100- und 200-Meter-Lauf.

## Persönliche Bestleistungen
- 100 Meter: 10,2 s (+0,7 m/s), 8. April 1978 in San Luis Obispo
- 200 Meter: 20,65 s (−0,2 m/s), 16. Juni 1978 in Lagos